# Lưu Chí Cương
Lưu Chí Cương (tiếng Trung: 刘志刚; sinh tháng 7 năm 1955) là Trung tướng Quân Giải phóng Nhân dân Trung Quốc (PLA). Ông nguyên là Phó Tư lệnh Quân khu Tế Nam, Phó Tư lệnh Quân khu Bắc Kinh và Tư lệnh Quân khu Nội Mông Cổ. Ông từng đảm nhiệm thư ký cho nguyên Phó Chủ tịch Quân ủy Trung ương Trung Quốc Quách Bá Hùng.

## Tiểu sử
Lưu Chí Cương là người Hán sinh tháng 7 năm 1955, người huyện Dịch, tỉnh Hà Bắc.
Tháng 12 năm 1972, Lưu Chí Cương nhập ngũ nhận nhiệm vụ chiến sĩ đại đội trinh sát Quân đoàn 63, cán bộ kỹ thuật Ra đa rồi Trung đội trưởng và Phó đại đội trưởng. Tháng 6 năm 1975, ông gia nhập Đảng Cộng sản Trung Quốc.
Tháng 8 năm 1979, ông được bổ nhiệm làm Tham mưu phòng trinh sát, Bộ Tư lệnh Quân đoàn 63. Tháng 5 năm 1985, ông được bổ nhiệm giữ chức Phó Trưởng phòng Trinh sát, Bộ Tư lệnh Quân đoàn 63. Tháng 8 năm 1988, ông nhậm chức Trưởng phòng Trinh sát, Bộ Tư lệnh Tập đoàn quân 63.
Tháng 7 năm 1995, ông được bổ nhiệm làm Tham mưu trưởng Sư đoàn 189, Tập đoàn quân 63.
Tháng 1 năm 1996, ông được bổ nhiệm làm Phó Trưởng Ban Tác chiến Bộ Tư lệnh Quân khu Bắc Kinh. Tháng 8 năm 1999, ông được bổ nhiệm giữ chức Trưởng Ban Tác chiến Bộ Tư lệnh Quân khu Bắc Kinh. Tháng 12 năm 2000, ông chuyển sang làm Trưởng Ban Quân huấn Bộ Tư lệnh Quân khu Bắc Kinh. Tháng 12 năm 2002, ông nhậm chức Chủ nhiệm Văn phòng Bộ Tư lệnh Quân khu Bắc Kinh.
Tháng 1 năm 2003, Lưu Chí Cương về làm thư ký Văn phòng Quách Bá Hùng, nguyên Phó Chủ tịch Quân ủy Trung ương Đảng Cộng sản Trung Quốc.
Tháng 11 năm 2004, ông một lần nữa trở về Quân khu Bắc Kinh nhậm chức Tham mưu trưởng Tập đoàn quân 38, Quân khu Bắc Kinh. Tháng 7 năm 2006, ông được thăng quân hàm Thiếu tướng. Tháng 3 năm 2007, ông được bổ nhiệm làm Phó Tham mưu trưởng Quân khu Bắc Kinh.
Tháng 2 năm 2010, ông được điều động làm Tư lệnh Quân khu Nội Mông Cổ. Ngày 14 tháng 11 năm 2011, ông được bầu làm Ủy viên Ban Thường vụ Khu ủy Khu tự trị Nội Mông Cổ khóa IX.
Tháng 12 năm 2012, Lưu Chí Cương được điều về làm Phó Tư lệnh Quân khu Bắc Kinh. Năm 2014, ông được thăng quân hàm Trung tướng.
Tháng 12 năm 2014, ông được điều chuyển giữ chức Phó Tư lệnh Quân khu Tế Nam.
Ngày 1 tháng 2 năm 2016, theo kế hoạch cải tổ toàn diện Quân đội Trung Quốc, Quân khu Tế Nam đã được giải thể cùng với 6 quân khu khác để thành lập 5 chiến khu.